# 蒂约 (瓦兹省)
蒂约（法語：Thieux，法語發音：[tjø] ⓘ）是法国瓦兹省的一个市镇，属于克莱蒙区。

## 地理
蒂约（49°32'32"N, 2°18'49"E）面积9.18 平方千米，位于法国上法蘭西大區瓦兹省，该省份为法国北部内陆省份，北起索姆省，西接厄尔省和滨海塞纳省，南至塞纳-马恩省和瓦兹河谷省，东临埃纳省。
与蒂约接壤的市镇（或旧市镇、城区）包括：比康、康普勒米、努瓦耶圣马丹、瓦维尼。
蒂约的时区为UTC+01:00、UTC+02:00（夏令时）。

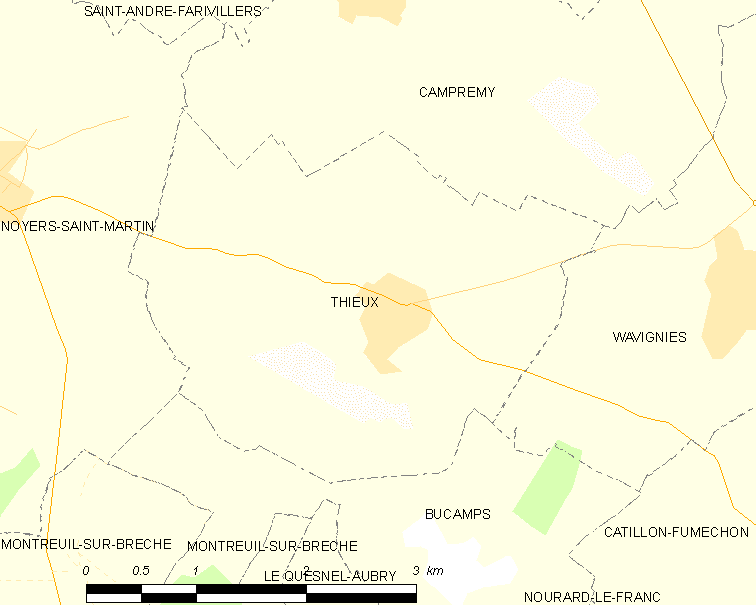
蒂约的OSM定位图

## 行政
蒂约的邮政编码为60480，INSEE市镇编码为60634。

## 政治
蒂约所属的省级选区为圣瑞斯特昂绍塞县。

## 人口

1962-2008年间蒂约人口变化图示

蒂约于2022年1月1日时的人口数量为439人。